# Faramea multiflora
Faramea multiflora är en måreväxtart som beskrevs av Achille Richard. Faramea multiflora ingår i släktet Faramea och familjen måreväxter. Inga underarter finns listade i Catalogue of Life.